# Хино, Хидэси
Хидэси Хино (яп. 日野日出志 Hino Hideshi) — мангака, работающий в жанре ужасов, издал более 400 работ. Также известен как автор сценария и режиссёр двух фильмов из серии «Подопытная свинка» по мотивам его собственной манги: «Цветок плоти и крови» и «Русалка в канализации». В первом из этих фильмов он также снялся.

## Биография
Хино родился в Китае в семье японских иммигрантов, которые после поражения Японии во Второй мировой войне вынуждены были вернуться на родину и поселились в Токио. Хино утверждал, что едва не был убит жителями своего города во время эвакуации из Китая. Пейзажи и сюжеты некоторой манги (например, Panorama of Hell) основаны на событиях жизни автора, например, его дедушка на самом деле был якудза. 
Изначально Хино мечтал работать в киноиндустрии, но манга таких авторов, как Сигэру Сугиура и Ёсихару Цугэ сподвигла его на занятия рисованием. Он начал карьеру художника с создания любительских работ — додзинси. Его первая профессиональная работа была опубликована в журнале экспериментальной манги COM в 1967 году. Впоследствии его работы также появлялись в Garo и наряду с «Шокирующим театром» (публикация с 1971 года) принесли автору популярность. В 2004 компания Pony Canyon сняла шесть фильмов по мотивам его манги, озаглавленных «Театр ужаса Хидэси Хино».

## Манга

### Hibari Shobo
- Taiji ihen watashi no akachan (胎児異変わたしの赤ちゃん), 1975
- «Мальчик-личинка» (яп. 毒虫小僧 Докумуси кодзо:, The Bug Boy), 1975
- Zou roku no kibyou (蔵六の奇病), 1976
- Jigoku no komori uta (地獄の子守唄), 1977
- Kyoufu ressha (恐怖列車（地獄から来た恐怖列車）), 1985
- Norowareta akanbou ga… (呪われた赤ん坊が…), 1981
- Kyoufu no monsuta (恐怖のモンスター), 1983
- Akai hebi (赤い蛇), 1983
- Jigokuhen (地獄変), 1984
- Madara no tamago (まだらの卵), 1985
- Akuma ga machi ni yattekuru kyoufu!! Buta no machi (悪魔が町にやってくる-恐怖!!ブタの町), 1985
- Kowai yuurei no manga (こわい ゆうれいのまんが), 1985
- Kowai obake no manga (こわい おばけのまんが), 1986
- Kaiki! Shiniku no otoko (怪奇! 死肉の男), 1986
- Rashoumon no youkai (羅生門の妖怪), 1987
- Jigoku kozou (地獄小僧), 1987
- Kaidan yukionna (怪談雪女), 1987

### Gakken
- Kyoufu!! Yon jigen no machi (恐怖! 四次元の町), 1979
- Kuro neko no megayamini (黒猫の眼が闇に), 1980
- Kyuuketsu! Kuromajou (吸血! 黒魔城), 1980
- Yon jigen misuteri gogora dodora (四次元ミステリ ゴゴラ・ドドラ), 1981
- «Мандала, принцесса ада» (яп. 怪奇! 地獄まんだら Kaiki! Jigoku mandara, Mystique Mandala Of Hell), 1982
- Rei shoujo mako (霊少女魔子), 1984
- «Онинбо и адские личинки» (яп. 地獄虫を食う! 鬼んぼ Дзигоку муси воку! Онимбо, Oninbo and the Bugs from Hell), 1987
- «Онинбо и адские личинки. Часть 2» (яп. 地獄虫を食う! 鬼んぼ・PART2), 1988

### Akita Shoten
- Okaruto tanteidan shiningata no hakaba (オカルト探偵団・死人形の墓場), 1986
- Jigoku no penfurendo (地獄のペンフレンド), 1986
- Kaiki! Shinin shoujo (怪奇! 死人少女), 1987
- Shiryou no kazoe uta (死霊の数え唄), 1988
- Chimidoro kan (血みどろ館), 1988
- Jigoku no dokudoku hime 1 (地獄のどくどく姫・1), 1989
- Jigoku no dokudoku hime 2 (地獄のどくどく姫・2), 1989
- Gakuen hyaku monogatari (学園百物語), 1993

### Tokyo Sanseisha
- Maonigo (魔鬼子), 1988
- Seikimatsu bansan kai (世紀末晩餐会), 1990

### Aobasha
- Rouba shoujo (老婆少女), 1996
- Uroko shoujo (鱗少女), 1996
- Furan shoujo (腐乱少女), 1997
- Bone shoujo (骨少女), 1997

### Bunkasha
- «Коллекция ужасов 1» (яп. Mコレクション・1 M Collection 1), 1996
- «Коллекция ужасов 2» (яп. Mコレクション・2 M Collection 2), 1996
- Akuma no shoutaijou (悪魔の招待状), 1998

### Другие издательства
- Maboroshi shoku no kotou (幻色の孤島), 1972, Mushi Production
- Miira no makyou (ミイラの魔境), 1980, Tairiku Shobo
- Kyoufu jigoku shoujo (恐怖・地獄少女), 1982, Kosaido
- Youjo dara (妖女ダーラ), 1987, Tairiku Shobo
- Odoron baa (おどろんばあ), 1988, Tokyo Bungeisha
- Chikashitsu no mushi jigoku (地下室の虫地獄), 1988, Kodansha
- Onijari (鬼ジャリ), 1989, Shobunkan
- Kaiki mandara (怪奇曼陀羅), 1990, Touen Shobo
- Shikaban konjaku monogatari (私家版今昔物語), 1991, Shinchosha
- Kaiki kessakusen (怪奇傑作選), 1991, Nihon Bungeisha
- Sakasuki tan (サーカス奇譚), 1991, Shueisha
- Watashi no akuma ga yattekuru (私の悪魔がやって来る), 1991, Tatsumi Publishing
- Chikashitsu no mushi jigoku fukkoku ban (地下室の虫地獄復刻版), 1997, Kodansha
- Zombieman (ゾンビマン), 1998, Kadokawa Shoten
- Go home, 2002, Futabasha

## Фильмография
Режиссёр:
- Подопытная свинка: Цветок из плоти и крови (1985)
- Подопытная свинка: Русалка в канализации (1988)

Сценарист:
- Подопытная свинка: Цветок плоти и крови (1985)
- The Boy From Hell (2004)
- Ребёнок ящерицы (2004)
- Клуб оккультных детективов: Кладбище кукол (2004)
- Поезд смерти  (2004)
- Ходящая мертвая девочка (2004)
- The Ravaged House: Zoroku’s Disease (2004)